# Habrotrocha munda
Habrotrocha munda är en hjuldjursart som beskrevs av David Bryce 1913. Habrotrocha munda ingår i släktet Habrotrocha och familjen Habrotrochidae. Arten är reproducerande i Sverige. Inga underarter finns listade i Catalogue of Life.